# Le Mystère des frères siamois
Le Mystère des frères siamois — The Siamese Twin Mystery dans l'édition originale en anglais — est un roman policier américain de Ellery Queen publié en 1933. C'est le 7e roman de la série du détective Ellery Queen (personnage).  

## Résumé
Pendant les vacances, les Queen, père et fils, quittent la ville en voiture pour la pleine forêt au cœur d'une région montagneuse.  Mais bientôt un incendie de forêt les contraint à faire halte dans une somptueuse demeure privée, nichée au sommet d'une montagne. Et le feu s'étant avivé, le site se trouve encerclé par les flammes et les deux hommes, prisonniers de la maison par la force des choses. Le propriétaire, le Dr Xavier, devient l'hôte obligé de tout un groupe fort singulier de personnes, parmi lesquelles les membres de sa propre famille, des invités et deux jeunes jumeaux siamois, et ce, sans compter d'étranges animaux dont les cages peuplent la sinistre demeure.
Alors que le feu de forêt continue sa progression, le docteur est assassiné, et peu après, son frère connaît le même sort. Chaque victime est découverte avec à la main la moitié d'un valet de carreau, ce qui semble désigner l'un des frères siamois comme le meurtrier. Or, les suspects sont assez nombreux pour que l'accusation ne soit pas si simple, à commencer par un kleptomane qui ne volent que les bagues, un maître-chanteur, un assistant du docteur qui enfouit de mystérieux colis dans le sol et un des réfugiés qui insiste un peu trop pour se faire appeler Mr. Smith. Ellery Queen et son père ont donc fort à faire pour combattre sur leur propre terrain le criminel et le feu qui menace maintenant la maison. 

## Particularités du roman
Dans l'édition originale, le roman s'ouvre sur une introduction signée par un certain J. J. Mc C., un ami des Queen père et fils.
La première édition originale en anglais du roman contient l'habituel défi au lecteur lancé juste avant l'explication finale du héros. Le lecteur est alors sommé de livrer le résultat de ses propres déductions pour ensuite les mesurer à la solution de Ellery Queen. La première édition américaine en poche, parue pendant la Deuxième Guerre mondiale, supprime ce défi au lecteur en raison des restrictions sur le papier en vigueur en temps de guerre. Le défi réapparaît dans les éditions ultérieures.
La première traduction française de Paul de Sèze, parue en 1935, tronquait le roman du quart du texte original. La traduction d'Antoine Bégin, publiée en 1963, rétablit l'intégralité de l'œuvre.

## Éditions
Éditions originales en anglais
- (en) Ellery Queen, The Siamese Twin Mystery, New York, Stokes, 1933 — Édition américaine
- (en) Ellery Queen, The Siamese Twin Mystery, Londres, Gollancz, 1934 — Édition britannique

Éditions françaises
- (fr) Ellery Queen (auteur) et Paul de Sèze (traducteur), Le Mystère des frères siamois [« The Siamese Twin Mystery »], Paris, Nouvelle Revue Critique, coll. « L'Empreinte no 61 », 1935, 256 p. (BNF 31161791)
- (fr) Ellery Queen (auteur) et Antoine Bégin (traducteur), Le Mystère des frères siamois [« The Siamese Twin Mystery »], Paris, Le Livre de poche, coll. « Le Livre de poche no 1040 », 1963, 442 p. (BNF 33146001)
- (fr) Ellery Queen (auteur) et Antoine Bégin (traducteur), Le Mystère des frères siamois [« The Siamese Twin Mystery »], Neuilly-sur-Seine, Éditions de Saint-Clair, coll. « Les Grands Maîtres du roman policier no 1040 », 1963, 442 p. (BNF 33146001)
- (fr) Ellery Queen (auteur) et Antoine Bégin (traducteur) (trad. de l'anglais), Le Mystère des frères siamois [« The Siamese Twin Mystery »], Paris, J'ai lu, coll. « J'ai lu no 2905 », 1990, 318 p. (ISBN 2-277-22905-9, BNF 35293004)